# نهيد
نُهَيد أو عِنْتِيل جنس من فصيلة نهيد البحر.